# 恩菲爾德 (伊利諾伊州)
恩菲爾德（英語：Enfield）是位於美國伊利諾伊州懷特縣的一個村落。

## 地理
恩菲爾德的座標為38°05′54″N 89°20′26″W / 38.09833°N 89.34056°W，而該地最高點為海拔高度143米（即469英尺）。

## 人口
根據2010年美國人口普查的數據，恩菲爾德的面積為3.07平方千米，當中陸地面積為3.07平方千米，而水域面積為0.00平方千米。當地共有人口596人，而人口密度為每平方千米194人。